# واکنش‌ها به ترانه نقی
«نقی» ترانه‌ای به سبک رپ با درونمایه نقد سیاسی و اعتراضی به خوانندگی و ترانه‌سرایی شاهین نجفی، خواننده اهل ایران است.
نجفی در این ترانه، علی نقی، امام دهم شیعیان را مورد خطاب قرار می‌دهد و شرایط کنونی اجتماعی و سیاسی ایران را نقد می‌کند.
این آهنگ با واکنش‌های مختلفی مواجه شد.

## مقدمه

### کمپین یادآوری امام نقی به شیعیان
در مه سال ۲۰۱۱، صفحه‌ای در فیس‌بوک با نام «کمپین یادآوری امام نقی به شیعیان» راه‌اندازی شد. محتوای این صفحه توسط گردانندگان این صفحه چنین توصیف شده بود: «اگر شما شیعهٔ متعصب هستید ممکن است مطالب این صفحه شما را آزار دهد.» و با کنایه دربارهٔ روش خود نوشته بودند: «ما فقط طنز می‌نویسیم و حضرتش یعنی امام نقی را به خاطر علاقهٔ بیش از حدی که به ایشان داریم قهرمان تمام طنزهایمان محسوب می‌کنیم.»
به گفته رادیو زمانه این صفحه مورد استقبال بسیاری از کاربران فیس‌بوک و دیگر شبکه‌های اجتماعی مانند توییتر، گوگل‌پلاس و وبلاگ‌ها قرار گرفته، و در این یک سال با واکنش شدید مخالفانش هم مواجه شده‌است.
به گفته رادیو زمانه به نظر گردانندگان این صفحه، هیچ چیز و هیچ‌کس آنقدر مقدس نیست که نشود آن را به طنز کشید. در ادامه این معرفی آمده‌است: «اعضای این کمپین معتقدند که دگرگونی در حکومت ایران، زمانی که عامه مردم هنوز در فقر فرهنگی و خرافات غوطه‌ور هستند، هیچ سودی نخواهد داشت.»
ماه‌ها قبل از ترانه نقی، فارس نیوز از افشای نام افراد و قرار دادن اطلاعات شخصی برخی «هتاکان» به امام نقی در یک پایگاه مجازی خبر داد. به دنبال افزایش دامنهٔ کابران این صفحهٔ مجازی، صافی گلپایگانی، از مراجع تقلید شیعیان با صدور فتوایی، جسارت کنندگان به امام نقی را «مرتد» خواند.

شاهین نجفی دربارهٔ تأثیر این صفحه در مصاحبه رادیو فردا گفت: 
چیزی حدود پنج شش ماه پیش بود که خیلی تحت تأثیر کمپین یادآوری امام علی نقی به شیعیان قرار گرفته بودم. به نظرم خیلی بامزه بود. آن زمان یک اکانت در فیس‌بوک داشتم و به این جریان نگاه می‌کردم. خیلی اتفاقی از همان زمان بیت اول این کار در ذهنم شکل گرفت و این کار خطاب شد به نقی؛ و کار با این عنوان شروع شد.

وی همچنین در پاسخ به سؤال خبرنگار دویچه وله مبنی بر اینکه «اگر کمپین یادآوری امام نقی به شیعیان وجود نمی‌داشت، شما به شکل دیگری به این موضوعات می‌پرداختید؟» گفت: «یقیناً… یقیناً. فقط چون این مسئله به نوعی به روز بود، من از آن استفاده کردم در جهت بیان اتفاقاتی که مثلاً در سال گذشته افتاده و خیلی هم اتفاقات کمدی‌ای بودند.»

## واکنش‌ها

### فتوای اولیه
خبرگزاری فارس در خبری با عنوان «حکم ارتداد شاهین نجفی صادر شد» نوشت است یکی از مراجع تقلید شیعه در قم (آیةالله صافی گلپایگانی) در پاسخ به مقلدان خود یادآوری کرده که اگر شخص یا اشخاصی به‌امامان شیعه توهین کرده باشند «مرتد» محسوب می‌شوند. خبرگزاری فارس هم‌چنین از «تشکیل کمپین اعدام شاهین نجفی» خبر داده‌است.
این فتوا کلی بوده و موضوعیت آن در مورد توهین هر فردی به امامان شیعه نوشته شده و به ثبت رسیده. دو هفته بعد از ثبت این فتوا شاهین نجفی ترانه‌ی نقی را منتشر نمود.
بعد از انتشار این ترانه وبسایت‌های روزنامه‌های داخلی و شبکه‌های ماهواره‌ای اعلام کردند که این فتوا حکم قتل شخص شاهین نجفی بوده. شاهین نجفی در مصاحبه‌های بسیاری در مورد این فتوا به گفتگو نشست.

#### بیان حکم کلی، بدون بیان مصداق
مراجع تقلید به‌طور کلی نظر خود را در مورد کسانی که در «کمپن یادآوری امام نقی به شیعیان» کاریکاتورها و جوک‌هایی در مورد امام نقی می‌نوشتند بیان کردند که اگر کسی به امام هادی جسارت و اهانت کند، مرتد است، بدون این‌که شخص خاصی را مرتد بخوانند.
- لطف‌الله صافی گلپایگانی از مراجع تقلید شیعه ساکن قم در پاسخ به این پرسش مقلدان خود در مورد افرادی که در فضای مجازی صفحه کمپین یادآوری امام نقی به شیعیان را راه اندازی کرده پرسیدند که «مدتی است عده‌ای اجیرشده که عمدتاً از ضدانقلاب خارج از کشور می‌باشند، در فضای اینترنت، سایت‌ها و وبلاگ‌های خود به راحتی به‌امام مظلوم شیعیان حضرت امام هادی اهانت و جسارت می‌کنند (طراحی، جوک، کاریکاتور، فحاشی، دروغ بستن و…) حکم این افراد چیست؟»، فتوی داده‌است: «چنانچه اهانت و جسارت به حضرت نموده باشند مرتدند. والله اعلم». البته این حکم دو هفته پیش از انتشار ترانه صادر شده‌است.[۱]
- ناصر مکارم شیرازی از مراجع تقلید شیعه ساکن قم در جواب مقلدان خود که از او سؤال کردند «اخیراً فردی به نام شاهین نجفی که از خوانندگان موسیقی در خارج از کشور است در قالب متن شعر و ارائه تصویری موهون به‌امام دوازدهم شیعیان، امام یازدهم و گنبد مقدس امام هشتم شیعیان توهین کرده‌است.» گفته‌ است که «هرگونه اهانت به مقام امامان معصوم و توهین آشکار به آن‌ها اگر از سوی فرد مسلمان صورت گیرد، موجب ارتداد است.»[۱۱]

#### واکنش‌های شاهین نجفی
- شاهین نجفی در پی واکنش‌ها به ترانه نقی به تلویزیون فارسی بی‌بی‌سی گفت که قصد توهین به‌امامان شیعه را نداشته و فقط اسم ائمه را دستمایه کاری هنری-اجتماعی قرار داده‌است. وی گفت که این فتوا شامل حال او نمی‌شود و «عده‌ای در ایران از فتوای این مرجع به قصد اهداف سیاسی و تحریک احساسات مذهبی مردم سوءاستفاده کرده‌اند».[۱۲] او در پاسخ به این سؤال بی‌بی‌سی که آیا او این ترانه را به قصد تابو شکنی سروده گفت که بخشی از آن آگاهانه بوده و به عنوان هنرمند آنچه را در سر داشته خلق کرده و چندان به فکر پیامدهای آن نبوده‌است.[۱۳]
- شاهین نجفی تصمیم گرفت در دادگاه آلمان از صافی گلپایگانی از مراجع تقلید قم، به دلیل صدور این فتوا که او را مهدور الدم می‌کند، شکایت کند.[۱۴]
- شاهین نجفی در مصاحبه با دویچه وله فارسی اعلام کرد که خود را ضّد دین نمی‌داند و معتقد است با توهین و فحاشی نمی‌توان به هدف خود رسید. البته او گفت که امام نقی «در ابتدای امر» برایم هدف من نبوده‌است، و افزود: بخشی از تابوشکنی را دارم آگاهانه انجام می‌دهم.[۱۵]

بعدها شاهین نجفی در فایلی صوتی به هوادارانش نظر متفاوتی در مورد این فتوا داد و گفت: تا وقتی شما اعتراضت به سیاست بخونی اینا کاریت ندارن. اما وقتی که پاتو ببری طرف ریشه اون موقع است که پاتو قلم می‌کنن.

#### تعیین مصداق حکم
پس از اینکه شاهین نجفی خود را مصداق حکم کلی ارتداد ندانست، به درخواست عده‌ای برخی مراجع تقلید واکنش نشان دادند تعیین مصداق نمودند و صراحتاً شاهین نجفی را مرتد و و در حکم ساب النبی (توهین‌کننده به ائمه) دانستند:
- مسلم ملکوتی از مراجع تقلید شیعه با صدور فتوایی قتل شاهین نجفی را واجب اعلام کرد.

ملکوتی اعلام کرد: «همان‌طور که قتل سابّ نبی (ص) واجب است، قتل توهین‌کننده به هر یک از حضرات معصومین و اهل بیت به هر نحو از انحاء توهین بر شنونده مسلمان واجب است.»
- محمدعلی علوی گرگانی از مراجع تقلید قم با صدور فتوایی شاهین نجفی را «مرتد» دانست.[۱۸]
- حسین نوری همدانی، یکی از مراجع تقلید شیعیان، در بین طلاب و روحانیان در مسجد اعظم قم گفت: "اهانت صورت‌گرفته از سوی خواننده خارج‌نشین شاهین نجفی به ساحت امام هادی محکوم به ارتداد و حکم او معلوم است.[۱۹]
- جعفر سبحانی از مراجع تقلید قم، شاهین نجفی را «خواننده‌ای خبیث» خواند و گفت وی «به همه قید و بندها پشت‌پا زده و به ساحت مقدس امام هادی اهانت کرده‌است، در حقیقت آدم مرتد به تمام معنی یا در حکم ساب‌النبی است.»[۲۰]

### حمایت از حکم ارتداد
- پایگاه خبری «شیعه آنلاین» برای کشتن شاهین نجفی مبلغ ۱۰۰ هزار دلار جایزه تعیین کرد.
- به گفته معماریان، بعد از صادر شدن فتوا صفحه فیسبوکی ساخته شده بود که داوطلبان کشتن شاهین نجفی در آنجا ثبت نام می‌کردند و تا قبل از حذف این صفحه توسط مدیریت فیسبوک بیش از ۶۰۰ نفر این صفحه را لایک زده بودند[۲۱]
- الیاس نادران و تعداد دیگری از نمایندگان مجلس ایران در نامه‌ای به سایر مراجع تقلید از ایشان خواستار بررسی حکم ارتداد این خواننده شدند.[۲۲]
- عبدالرضا هلالی مداح تهرانی، شاهین نجفی را تهدید به مرگ کرد و اعلام کرد: «در این خصوص بحمدالله پس از کسب اولین فتوا از سوی حضرت آیت الله صافی و با کسب اجازه از بزرگترها علی‌الخصوص منصور ارضی، اقدام به انجام حکم در مورد این اشخاص خواهیم نمود (چه خواننده این متن و چه طراح)» او در ادامه گفت: «جایزه صد هزار دلاری هم که در نظر گرفته شده به قوت خود باقیست و این اطمینان را خواهیم داد که در این موضوع با احدی تعارف نداریم.»[۲۳][۲۴]
- حسین ابراهیمی نایب رئیس کمیسیون امنیت ملی مجلس، در گفتگو با مسیح علی‌نژاد خواستار قتل شاهین نجفی شد. شیخ الاسلام مشاور رئیس مجلس شورای اسلامی ایران نیز در گفتگو با مسیح علی‌نژاد می‌گوید: «نمی توان دست مراجع تقلید را در صدور احکام اسلامی بست و آنچه مراجع تقلید می‌گویند حکم دین است.» به گفته علی‌نژاد، سعید تاجیک دربارهٔ حکم ارتداد شاهین نجفی می‌گوید: «فقط همین را بگویم که شاهین نجفی بچه پدرش نیست، بچه شیطان است و در نطفهٔ او باید شک کرد. انشالله به امید خدا روزی برسد که این حرام لقمه را به درک واصل کنیم. حکم مراجع برای ما نصب العین است و آن‌ها هر حکمی بدهند برای ما قابل اجرا است.»[۲۵]
- سایت «عصر امروز» گزارش داد که کمپین مجازات برای اجرای حکم شاهین نجفی تشکیل شده‌است. در بیانیه این کمپین آمده‌است: «از تمامی شیعیان و بلکه همه مسلمانان محب اهل بیت تقاضا داریم در صورتی که به هر نحوی به این فرد مرتد دست رسی دارند او را به سزای اعمالش رسانده و روانه دوزخ ابدی اش نمایند.»[۲۶]
- محمد جعفر منتظری رئیس دیوان عدالت اداری ابراز امیدواری کرد عناصر خبیث توهین‌کننده به امامان شیعه و به ویژه امام دهم شیعیان هرچه زودتر به سزای عمل خود برسند. به گزارش خبرگزاری ایسنا، منتظری دوشنبه اول خرداد (۲۱ مه) بدون توضیح بیشتر در مورد نحوه مجازات این افراد، گفت امیدوار است که این کار توسط شیرمردانی صورت بگیرد که همیشه در دفاع از حریم امامت و ولایت سینه‌های خود را سپر می‌کنند.[۲۷]
- اندکی پس از انتشار این آهنگ جایزه‌ای به نام ادب و هدایت با حمایت مالی جمعی از فعالان اقتصادی ایران در اتاق بازرگانی و صنایع و معادن ایران برای حمایت از سه اثر هنری پیرامون امام دهم شیعیان ارائه شد.[۲۸]
- به گزارش روزنامهٔ آلمانی «زوددویچه»، برای شماری از ایرانیان ساکن آلمان ایمیل بسیار ویژه‌ای فرستاده شد که در آن توجه آنان به موضوع فتوای ارتداد شاهین نجفی، هنرمند ایرانی مقیم آلمان جلب شده‌است.[۲۹]
- محمدنبی حبیبی، دبیرکل حزب موتلفه خواستار اجرای حکم ارتداد شاهین نجفی شد. حبیبی گفت: «مراجع معظم شیعه حکم ارتداد این فرد هتاک را صادر کرده‌اند و امیدواریم حکم اسلامی ارتداد در مورد وی اجرا شود.»[۳۰]
- به گزارش خبرنگار مهر، شبکه اجتماعی ویژه ائمه در پی توهین به امام علی النقی، راه اندازی خواهد شد.[۳۱][۳۲][۳۳]
- به گزارش خبرگزاری مهر، گروهی به نام «مدافعان امامت و ولایت و اعضای خانواده شهدا» با تجمع در برابر سفارت آلمان در تهران خواستار استرداد شاهین نجفی به ایران شدند و شعارهایی را علیه وی سر دادند.[۳۴][۳۵]
- حامد زمانی یکی از خوانندگان ایرانی، گفت: ۱۰ میلیون تومان، برای اعدام فرد هتاک تعیین می‌کنم. او خاطر نشان کرد: «هر چند این مهدور الدم ارزش ریالی ندارد اما برای جلوگیری از رواج هتک حرمت اهل بیت پیامبر از همه متدینین دعوت می‌کنم که در این دفع فتنه ما را یاری کنند.»[۳۶]
- مؤسسه هنر ناب اسلامی بازی «شلیک به مرتد» را روی اینترنت منتشر کرد، که در آن کاربران را تشویق می‌کند، برای قتل شاهین نجفی تمرین کنند.[۳۷]
- برخی شعرای ایرانی مانند علی‌رضا قزوه[۳۸] و سحر نحوی،[۳۹] اشعاری در پاسخ به شاهین نجفی و ابراز انزجار از او سروده‌اند.

### مخالفت با حکم ارتداد
- رضا پهلوی در پیامی‌گفت: صدور حکم قتل شاهین نجفی، هنرمند جوان کشورمان را شدیداً محکوم می‌نمایم و از جامعه بین‌الملل و تمامی آزادیخواهان جهان می‌خواهم در برابر این رفتار وحشیانه و قرون وسطایی حکومت اسلامی ساکت ننشیند و آن را قاطعانه محکوم نمایند.[۴۰]
- ابوالحسن بنی‌صدر از روحانیون به علت صدور حکم ارتداد و اعدام شاهین نجفی انتقاد کرد.[۴۱]
- شورای مرکزی اکس مسلم در آلمان از دولت آلمان و اتحادیه اروپا خواست به حکم قتل شاهین نجفی اعتراض کنند.[۴۲]
- مینا احدی در نامه‌ای به سازمان‌های اپوزیسیون جمهوری اسلامی و سازمان‌های سکولار و مدافع حقوق انسانی گفت: "چرا به فتوای قتل شاهین نجفی اعتراض نمی‌کنید؟"[۴۳]
- حزب کمونیست کارگری ایران در مورد حکم ارتداد شاهین نجفی ایران در بیانیه‌ای اعلام کرد: «صافی گلپایگانی باید در یک دادگاه بین‌المللی محاکمه شود.»[۴۴][۴۵]
- نوشابه امیری، روزنامه‌نگار، در واکنش به فتواهای مراجع تقلید گفت: "آقایان! پارچه بر سران فتوا دهنده و مهر بر پیشانی داران! شاهین نجفی، هنوز مدنی‌ترین زبان است برای واکنش به اعمال شما. بهراسید از آن روز که جان به ستوه آمدگان، نه با "رپ" و کلام و آوا، که با ابزارهایی همانند شما به میدان آیند."[۴۶]
- احمد باطبی نیز دربارهٔ حکم ارتداد شاهین نجفی نوشت: «انتساب حکم ارتداد صافی به شاهین نجفی ریشه در فعالیت‌های پیشین شاهین نجفی، ترانه‌های سیاسی و ساختار شکن او و خصوصاً انتساب عنوان " ولی فقیه وقیح شنیع یه معاویه گم تو لباس علی " به علی خامنه‌ای در یکی از ترانه‌هایش دارد.»[۴۷][۴۸]
- چهار نفر از روشنفکران دینی ایران نامه‌ای به شش نفر از مراجع تقلید نوشته و از آنان خواسته‌اند در روش‌های خود تجدید نظر کنند. این نامه از سوی عبدالعلی بازرگان، محسن کدیور، صدیقه وسمقی و حسن یوسفی اشکوری برای جعفر سبحانی تبریزی، لطف‌الله صافی گلپایگانی، محمدعلی علوی گرگانی، ناصر مکارم شیرازی، مسلم ملکوتی و حسین نوری همدانی که حکم ارتداد برای آن خواننده صادر کرده‌اند ارسال شده‌است. این نویسندگان خطاب به این مراجع قم نوشته‌اند: «ما با صراحت اهانت به باورهای دینی مسلمانان و اعتقادات مذهبی شیعیان را در هر قالبی محکوم می‌کنیم. مجازات اهانت و تمسخر و تحقیر مطلقاً اعدام نیست. مجازات را قانون‌گذار پیش‌بینی می‌کند. قانون نیز می‌باید حداقل موازین بین‌المللی حقوقی را دارا باشد. مراجع تقلید به جای پرداختن به معلول، به علت بپردازند و به جوانان و مردم خسته از جور جائران، به نام دین نشان دهید که اسلام مساوی جمهوری اسلامی نیست.»[۴۹]
- لارس ویکس، نقاش و کاریکاتوریست سوئدی اعلام کرد که در گردهمایی پشتیبانی از شاهین نجفی، شرکت می‌کند.[۵۰]
- گردهمایی‌های مختلفی در کشورهای مختلف نظیر سوئد، کانادا، هلند، ایتالیا و آلمان در مخالفت با حکم ارتداد شاهین نجفی برگزار شد.[۵۱][۵۲] تظاهرکنندگان با پلاکاردهای «ما همه مرتد هستیم» حمایت خود را از شاهین نجفی و مخالفت با حکم قتل اعلام کردند.[۵۳]
- مجموعه فعالان حقوق بشر ایران ترویج خشونت و نقض آزادی اندیشه را محکوم کرد، و عدم تقبیح رسمی حکم ارتداد را موجب گسترش تروریسم دولتی دانست.[۵۴]
- در پی انتشار ترانهٔ نقی، ویدئوهای متعددی با نام «ظهور نقی» در شبکه‌های اجتماعی منتشر شد که در آن، افراد با لباس مبدل عربی، گاهی گیتار به دست و گاهی در حال نوشیدن از بطری شراب از راه می‌رسند و با آهنگ نقی به رقص می‌پردازند.[۵۵][۵۶]

در یکی از این تظاهرات، در حالی که تعدادی از ایرانیان برای اعتراض به حکم ارتداد «شاهین نجفی» مقابل سفارت ایران در دانمارک جمع شده بودند، شخصی با عبا و عمامه، نعلین زرد، گیتاری بر دوش و بطری مشروبی به دست، به جمع تظاهرکنندگان پیوست و سپس همراه با موسیقی شاهین نجفی شروع به رقصیدن کرد. تصاویر این صحنه تحت عنوان «ظهور امام نقی در دانمارک» با استقبال زیاد مواجه شد.

#### همبستگی نویسندگان و هنرمندان آلمان و اتریش
- در تاریخ ۱۵ ژوئن ۲۰۱۲ میلادی، ۵۰ هنرمند آلمانی فراخوانی در همبستگی با شاهین نجفی را امضا کرده و از سیاست‌مداران و اذهان عمومی آلمان خواسته‌اند تا این خواننده رپ و راک ایرانی را حمایت کنند. این فراخوان در سایت «آکادمی برای هنر» منتشر شده‌است. در بخشی از فراخوان هنرمندان آلمانی آمده‌است:

آزادی هنری بخشی از موازین جهانی حقوق بشر است و تهدید به مرگ هنرمندان، به معنای مرگ این آزادی است.
چهره‌های معتبر هنری و ادبی آلمان از جمله کلاوس اشتک، گونترگراس، فولکر شلندورف و اودو لیندبرگ، این فراخوان را امضا کرده‌اند.
- در تاریخ ۱۵ ژوئن ۲۰۱۲ میلادی، کمیسیون حقوق بشر پارلمان آلمان در یک «پیام همبستگی»، حمایت خود را از شاهین نجفی، اعلام داشت.[۶۰] در قسمتی از این پیام آمده‌است:

آزادی بیان معیاری اساسی برای هر نوع جامعهٔ چندصدایی و دموکراتیک است. نقض این آزادی همواره به نابودی سایر موازین حقوق بشر منجر می‌شود، به همین خاطر شهروندان باید هم‌واره نسبت به هرگونه تعرض به آزادی بیان هشیار و حساس باشند.
- در ۱ تیرماه ۱۳۹۱، ۴۰ نویسنده اتریشی از جمله الفریده یلینک برنده نوبل ادبیات، حمایت خود را از شاهین نجفی و ضرورت حقوق بشر اعلام کردند. گرهارد روئیس، نویسنده اتریشی و مبتکر فراخوان حمایت از شاهین نجفی در اتریش در این باره به خبرگزاری آلمان گفته‌است: «از زمان سلمان رشدی ما با تأثیرات عظیم فتوا آشنا شده‌ایم.»[۶۱] در این بیانیه آمده است: «ما باید در هر کجا و هر زمان که بتوانیم از حق شاهین نجفی برای آزادی بیان و آزادی ابراز عمومی فعالیت‌های هنری‌اش حمایت کنیم.»[۶۲]

## دیگر بازتاب‌ها
- گروهی ناشناس ویدیویی در یوتوب تحت عنوان (پشت پرده دروغ های شاهین نجفی) ارائه کردند مبنی بر اینکه این فتوا دو هفته قبل برای توهین کنندگان به امام نقی در پیج فیس بوکی به نام کمپین یادآوری امام نقی به شیعان نوشته شده بوده و شاهین نجفی دقیقا دو هفته بعد آهنگ (نقی) را منتشر کرده و خود را به این فتوا ربط داده و افکار مردم را برای قهرمان جلوه دادن خود بازی داده است.
- سایت الف بیان کرد که شاهین نجفی و شبکه بی‌بی‌سی، «با به‌کارگیری شگرد کهنه «سیاسی کردن موضوع»، از گسترش نفرت ایرانی‌ها و مسلمانان از این هتاکی بکاهد.»[۶۳]
- اثری هنری به خوانندگی مهران باقری -خواننده رپ ایرانی- و با ترانه امید باوفا در پاسخ به ترانه شاهین نجفی منتشر شد.[۶۴]
- رضا پیشرو از خوانندگان رپ ایرانی البته بدون نام بردن از شاهین نجفی و حتی اسم ترانه به آهنگ انتشار یافته در یک فایل کوتاه ویدئویی واکنش نشان داد و اعمال همیشگی آن را مخرب چهرهٔ موسیقی رپ فارسی دانست و مضمون آهنگ را گره زدن مشکلات اجتماع با اعتقادات مذهبی دانست و اضافه کرد این اعمال به رپ فارسی ضربه می‌زند.[۶۵]
- جنبش وبلاگی دفع از مقدسات اعلام موجودیت کرد.[۶۶]
- در سالروز کشته‌شدن امام دهم شیعیان، در اعتراض به هتک حرمت امام نقی، گیلانی‌ها در میدان شهرداری رشت تجمع کردند، و علاوه بر عزاداری برای آن امام، با امضا طوماری انزجار خود را از شاهین نجفی اعلام کردند.[۶۷]
- عباس اسکندری مدیرکل تبلیغات اسلامی استان قم گفت: افرادی امثال شاهین نجفی مزدور فرقه ضاله بهاییت و وهابیت‌اند.[۶۸]
- معاون فرهنگی دانشگاه تهران از توقیف نشریه دانشجویی صبح فردا این دانشگاه به دلیل انتشار مقاله‌ای که گفته می‌شود از شاهین نجفی حمایت کرده خبر داد. به گزارش خبرگزاری فارس، عبدالرضا سیف، معاون فرهنگی دانشگاه تهران در مورد این نشریه دانشجویی گفت: بلافاصله پس از انتشار نشریه صبح فردا، امتیاز این نشریه تعلیق شد و مدیر مسئول، سردبیر و نویسنده این نشریه به کمیته انضباطی معرفی شدند. ”[۶۹][۷۰]
- روزنامه "بیلد" که از روزنامه‌های آلمان است، در گزارشی نوشت: "شاهین نجفی از آپارتمانش فرار کرده. او چهار روز است که در یک محل مخفی به‌سر می‌برد. همسرش را پیش خانواده‌اش فرستاده، کنسرت‌های اروپایش را لغو کرده. او می‌گوید: «پلیس به من توصیه کرده شهر را ترک کنم» و در ادامه می‌افزاید: «می‌ترسم مرا بکشند.» به گزارش این روزنامه هرچند پلیس از شاهین نجفی محافظت می‌کند، اما او احساس امنیت نمی‌کند. می‌گوید: "

«پیش از این حکومت ایران در آلمان مخالفانش را به قتل رسانده. هر ثانیه منتظرم که مرگم فرا برسد. من دیگر نمی‌توانم زندگی روزانه‌ام را بکنم.»"
- "اشترن" هم که از نشریات کشورهای آلمانی‌زبان است، گزارشی از حکم ارتداد شاهین نجفی منتشر کرد. گزارش اشترن با توصیف طرح ترانه "نقی" آغاز می‌شود و ترانه "نقی" را بسیار طنزآمیز می‌خواند و می‌نویسد شاهین نجفی در این ترانه با «سرکوب سیاسی، جنون سکس و زیبایی» مخالفت می‌کند و از امام دهم شیعیان می‌خواهد که ظهور کند. سپس به حکم ارتداد و اهمیت آن در جهان اسلام می‌پردازد.[۷۱]
- آرش سبحانی در برنامه‌ای در بی‌بی‌سی دربارهٔ این آهنگ گفت: «بهترین قضاوت را مردم می‌کنند. می‌بینیم که خیلی‌ها از این آهنگ استقبال کرده‌اند.»[۷۲]
- علیرضا نوری زاده نیز دربارهٔ این ترانه گفت: «شاهین نجفی دردهای جامعه را گفته‌است، چرا به شماها (جمهوری اسلامی) برخورده‌است.»[۷۳][۷۴]
- محمد اصفهانی، خواننده، در مراسم سلسله موی دوست گفت: «چون این بی‌احترامی به امام بزرگوار از طریق ابزار موسیقی شده‌است من برای جبران این اسائه ادب، از طریق همین ابزار هنری به روح امام هادی ادای احترام خواهم کرد.»[۷۵]
- محمد دلبری، شهردار قم، اعلام کرد که کنگره شعر امام هادی برگزار می‌شود. او در این باره گفت: «با توجه به توهینی که اخیراً به ساحت مقدس ائمه اطهار به‌ویژه امام هادی شده‌است این کنگره در ایام کشته‌شدن ایشان با هدف گسترش سیره ائمه برگزار می‌شود.»[۷۶]
- قربانعلی دری نجف‌آبادی، امام جمعه اراک، هم ترانه شاهین نجفی را اثری «شنیع» دانست و گفت: «میدان دادن به چنین افراد پلیدی باعث می‌شود که آن‌ها به راحتی به خود اجازه داده با مقدسات بازی کنند.»[۷۷]
- غلامرضا شفیعی‌زاده، امام جمعه شهر رشت نیز توهین به مقدسات را جرم دانسته و افزوده‌است: «مردم علیه دشمنان باید جدی باشند و احساس خود را در مراسم‌های مختلف اعلام کنند.»[۷۸]
- احمد خاتمی عضو هیئت رئیسه مجلس خبرگان و امام جمعه موقت تهران نیز گفت: «یک رجل فاجر شعر بی‌ادبی خواند که این اقدام بسیار حقیر، کوچک و پست بود. باید بگویم آن‌ها کاری رذیلانه انجام دادند و با خواندن این شعر مردند به‌طور ی که میزبان این فرد عنوان کرده که نمی‌تواند او را نگه دارد و خود وی هم می‌گوید هیچ جا امنیت ندارم.»[۷۹]
- یک دانشجوی زبان‌شناسی دانشگاه تربیت مدرس تهران پس از بازداشت به انفرادی بند وزارت اطلاعات (۲۰۹) زندان اوین تهران منتقل شده و به دلیل حمایت از شاهین نجفی و به اتهام «توهین به مقدسات» تحت بازجویی قرار گرفت.[۸۰]

## تدابیر امنیتی
شاهین نجفی در مصاحبه‌ای با دویچه وله فارسی و روزنامه راینیشه پست گفت که پلیس آلمان را «از تهدیدات نسبت به خودش» آگاه کرده و اکنون تحت حفاظت مأمورین امنیتی قرار گرفته‌است.
به گزارش روزنامه الشرق الاوسط، شهریار آحادی مدیر برنامه شاهین نجفی گفته‌است که مبلغ ۱۰۰ هزار دلار وسوسه‌برانگیز است برای همین از پلیس آلمان خواسته شد حفاظت از جان شاهین نجفی را بر عهده بگیرد.
طی نشست چند مقام امنیتی و همچنین بخش حفاظت از قانون اساسی و پلیس جنایی فدرال، بخش امنیت ملی اداره پلیس کلن به موضوع تهدید به مرگ شاهین نجفی، ساکن این شهر رسیدگی کرد. در این جلسه تدابیر حفاظتی در مورد شاهین نجفی به تصویب رسید و پلیس آلمان اعلام کرد که از جان وی حفاظت می‌کند.